# Клевета
Клевета је комуникација која нарушава репутацију треће стране и проузрокује повреду која се може поправити. Прецизна правна дефиниција клевете разликује се од земље до земље. Није нужно ограничено на изношење тврдњи које се могу фалсификовати и може се проширити на концепте који су апстрактнији од репутације – као достојанство и част.
Клевета и сродни закони могу да обухватају различита дела (од опште клевете и увреде — како се односи на сваког грађанина — на специјализоване одредбе које покривају специфичне ентитете и друштвене структуре):
- Клевета правног лица уопште
- Увреда правног лица уопште
- Дела против јавних функционера
- Дела против државних институција (државне управе, министарстава, владиних агенција, војске)
- Дела против државних симбола
- Дела против саме државе
- Дела против шефова држава
- Дела против религије (богохуљење)
- Дела против судске или законодавне власти (непоштовање суда)